# AS Большого Пса
AS Большого Пса (лат. AS Canis Majoris) — двойная затменная переменная звезда типа Алголя (EA) в созвездии Большого Пса на расстоянии приблизительно 3860 световых лет (около 1184 парсеков) от Солнца. Видимая звёздная величина звезды — от +15,6m до +14,7m. Орбитальный период — около 1,181 суток.